# Erethistoides infuscatus
Erethistoides infuscatus es una especie de peces de la familia Erethistidae en el orden de los Siluriformes.

## Hábitat
Es un pez de agua dulce y de clima tropical.

## Distribución geográfica
Se encuentran en Asia:  cuencas de los ríos  Brahmaputra y  Meghna en la India y Bangladés .